# Woman Volley 2017-2018
Questa voce raccoglie le informazioni riguardanti il Woman Volley nelle competizioni ufficiali della stagione 2017-2018.

## Organigramma societario
Area direttiva
- Presidente: Pasi Rautio

Area tecnica
- Allenatore: Teemu Mäkikyrö

## Rosa
| N° | Nome                 | Ruolo | Data di nascita   | Nazionalità sportiva |
| -- | -------------------- | ----- | ----------------- | -------------------- |
| 1  | Janica Helenius      | S     | 18 settembre 1994 | Finlandia            |
| 2  | Cassandra Strickland | S     | 22 gennaio 1994   | Stati Uniti          |
| 3  | Martta Lemola        | S     | 28 marzo 1999     | Finlandia            |
| 4  | Annika Mikkilä       | O     | 27 settembre 1999 | Finlandia            |
| 5  | Petra Salmela        | P     | 8 aprile 2000     | Finlandia            |
| 6  | Venessa Loukonen     | C     | 9 maggio 1999     | Finlandia            |
| 7  | Ekaterina Klimova    | C     | 17 luglio 1991    | Russia               |
| 8  | Heini Nousiainen     | S     | 8 aprile 2000     | Finlandia            |
| 9  | Roosa Rautio         | P     | 23 settembre 1998 | Finlandia            |
| 11 | Alisa Laine          | S     | 2 agosto 2000     | Finlandia            |
| 12 | Alisa Hirvonen       | S     | 28 novembre 2000  | Finlandia            |
| 13 | Viivi Pyhäjärvi      | L     | 1º marzo 1999     | Finlandia            |
| 14 | Petra Rantavuoti     | S     | 23 luglio 1998    | Finlandia            |
| 15 | Nelli Rantanen       | O     | 15 settembre 1996 | Finlandia            |
| 16 | Kathryn Sullivan     | C     | 26 novembre 1994  | Stati Uniti          |
| 17 | Oona Pennanen        | O     | 26 aprile 1998    | Finlandia            |
| 18 | Outi Polso           | L     | 15 luglio 1987    | Finlandia            |

## Statistiche

### Statistiche dei giocatori
| Giocatrice    | L. Mestaruusliiga | L. Mestaruusliiga | L. Mestaruusliiga | L. Mestaruusliiga | L. Mestaruusliiga |
| Giocatrice    | P                 | PT                | AV                | MV                | BV                |
| ------------- | ----------------- | ----------------- | ----------------- | ----------------- | ----------------- |
| J. Helenius   | 21                | 59                | 36                | 10                | 13                |
| A. Hirvonen   | 20                | 74                | 57                | 5                 | 12                |
| E. Klimova    | 15                | 187               | 138               | 32                | 17                |
| A. Laine      | -                 | -                 | -                 | -                 | -                 |
| M. Lemola     | 9                 | 0                 | 0                 | 0                 | 0                 |
| V. Loukonen   | 20                | 99                | 63                | 17                | 19                |
| A. Mikkilä    | 14                | 30                | 22                | 4                 | 4                 |
| H. Nousiainen | 5                 | 3                 | 1                 | 1                 | 1                 |
| O. Pennanen   | 3                 | 3                 | 3                 | 0                 | 0                 |
| O. Polso      | 15                | 0                 | 0                 | 0                 | 0                 |
| V. Pyhäjärvi  | 28                | 224               | 183               | 18                | 23                |
| N. Rantanen   | 28                | 420               | 333               | 43                | 44                |
| P. Rantavuoti | 14                | 13                | 6                 | 2                 | 4                 |
| R. Rautio     | 26                | 39                | 3                 | 13                | 23                |
| P. Salmela    | 23                | 17                | 5                 | 3                 | 9                 |
| C. Strickland | 11                | 131               | 91                | 6                 | 34                |
| K. Sullivan   | 28                | 261               | 171               | 60                | 30                |

P = presenze; PT = punti totali; AV = attacchi vincenti; MV = muri vincenti; BV = battute vincenti

NB: Non sono disponibili i dati relativi alla Coppa di Finlandia e di conseguenza quelli totali della stagione